# John Gordon (Badminton)
John Gordon (* 25. November 1978) ist ein neuseeländischer Badmintonspieler. 

## Karriere
John Gordon gewann 2002 die Dutch International im Herrendoppel mit Daniel Shirley. Bei den Australian Open siegten beide 2006, 2007 reichte es nur noch zu Platz 2. Die Ozeanienmeisterschaft konnte sie 2004 für sich entscheiden.

## Sportliche Erfolge
| Saison    | Veranstaltung                     | Disziplin    | Platz | Name |
| --------- | --------------------------------- | ------------ | ----- | --- |
| 2000      | Auckland International            | Herreneinzel | 3     | John Gordon |
| 2000      | Auckland International            | Herrendoppel | 2     | John Gordon / Daniel Shirley |
| 2001      | Auckland International            | Herreneinzel | 3     | John Gordon |
| 2001      | Auckland International            | Herrendoppel | 3     | Geoffrey Bellingham / John Gordon                                                                                                 |
| 2002      | Ozeanienmeisterschaft             | Herrendoppel | 3     | John Gordon / Daniel Shirley |
| 2002      | Dutch International               | Herrendoppel | 1     | John Gordon / Daniel Shirley |
| 2002      | Auckland International            | Herreneinzel | 1     | John Gordon |
| 2002      | Auckland International            | Herrendoppel | 1     | John Gordon / Daniel Shirley |
| 2003      | Wellington International          | Herrendoppel | 1     | John Gordon / Daniel Shirley |
| 2003      | Ballarat International            | Herrendoppel | 1     | John Gordon / Daniel Shirley |
| 2004      | Ozeanienmeisterschaft             | Herrendoppel | 1     | John Gordon / Daniel Shirley |
| 2004      | Auckland International            | Herrendoppel | 1     | John Gordon / Daniel Shirley |
| 2005      | New Zealand Open                  | Herrendoppel | 2     | John Gordon / Daniel Shirley |
| 2005/2006 | Deutsche Mannschaftsmeisterschaft | Mannschaft   | 3     | 1. BC Beuel (Ian Maywald, Wu Yunyong, Ingo Kindervater, Marc Hannes, Marc Zwiebler, John Gordon, Petra Overzier, Birgit Overzier) |
| 2006      | Australian Open                   | Herrendoppel | 1     | John Gordon / Daniel Shirley |
| 2006      | Ozeanienmeisterschaft             | Herrendoppel | 2     | John Gordon / Daniel Shirley |
| 2007      | Australian Open                   | Herrendoppel | 2     | John Gordon / Daniel Shirley |